# إيف (مجلة)
مجلة إيف (بالإيطالية: Effe) هي مجلة إعلامية نسوية شهرية إيطالية تم نشرها ما بين عامي 1973 و1982. كانت المجلة مشابهة لمجلة مس.
تأسست مجلة إيف Effe في عام 1973، وهي مجلة مستوحاة من وجهات نظر الناشطة النسوية الأمريكية شولاميت فايرستون. كانت دانييلا كولومبو واحدة من المؤسسين وشغلت منصب رئيس تحرير المجلة، التي كانت تُنشر بشكل شهري. كانت المحررة الأولى للمجلة هي غابرييلا باركا. وفي سبعينيات القرن العشرين، شاركت أديل كامبريا لتكون من بين فريق التحرير في المجلة التي تناولت على نطاق واسع موضوعات الحب والعلاقات العاطفية بين الأزواج. كان الحب بالنسبة للمساهمين في المجلة «فكرة مُجردة» فضلًا عن كونه حقيقة في الحياة اليومية، سواء كان بين زوجين مغايري الجنس أو مثليي الجنس.
توقفت مجلة إيف Effe عن النشر عام 1982.